# Briza poimorpha
Briza poimorpha là một loài thực vật có hoa trong họ Hòa thảo. Loài này được (C.Presl) Henrard mô tả khoa học đầu tiên năm 1921.